# Larry LaRocco
Larry LaRocco, né 20 septembre 1942 à Van Nuys (Californie), est un homme politique américain. Membre du Parti démocrate, il est élu de l'Idaho à la Chambre des représentants des États-Unis de 1991 à 1995.

## Biographie
Larry LaRocco est diplômé de l'université de Portland en 1967 puis de l'université de Boston en 1969. Il s'engage alors pendant trois ans dans l'armée de terre des États-Unis, où il devient capitaine.
De 1975 à 1981, il travaille pour le sénateur démocrate Frank Church, qu'il représente dans le nord de l'Idaho. En 1982, il se présente une première fois à la Chambre des représentants des États-Unis. Il est battu par le républicain Larry Craig, rassemblant 46 % des voix. Après cet échec, il devient vice-président d'une maison de courtage. Il tente sans succès d'entrer au Sénat de l'Idaho en 1986.
En 1990, il est élu représentant du premier district de l'Idaho alors que Craig ne se représente pas. Premier démocrate à remporter la circonscription depuis 1966, il est réélu deux ans plus tard. Il est cependant emporté par la révolution républicaine de 1994, devancé de dix points par la républicaine Helen Chenoweth-Hage.
En novembre 2006, LaRocco est candidat au poste de lieutenant-gouverneur de l'Idaho. Il est battu par le républicain sortant Jim Risch (39 % contre 58 %). Au printemps suivant, il annonce sa candidature au Sénat des États-Unis pour les élections sénatoriales de 2008. Le sénateur sortant, Larry Craig, ne se représente pas. LaRocco remporte la primaire démocrate avec 71 % des suffrages, tandis que Jim Risch remporte la primaire républicaine. Il est battu par le républicain qui rassemble près de 58 % des voix, contre 34 % pour LaRocco.
Démocrate modéré dans un État conservateur, LaRocco soutient notamment le droit à l'avortement.